# Sötétpúpos pókhálósgomba
A sötétpúpos pókhálósgomba (Cortinarius decipiens) a pókhálósgombafélék családjába tartozó, Európában és Észak-Amerikában honos, lombos erdőkben élő, nem ehető gombafaj. 

## Megjelenése
A sötétpúpos pókhálósgomba kalapja 1,5-5 cm széles, alakja eleinte kúpos, majd harangszerű vagy domború, idősen lapos; közepén mindig hegyes púppal. Nedvesen sötét szürkésbarna, feketésbarna vagy sötét lilásbarna, szárazon halványbarnás vagy sárgásbarnás (higrofán). Közepe sötétebb. Felszíne sugarasan szálas. Szélén fehéres-szürkés burokmaradvány-szálak lehetnek. 
Húsa barnás vagy szürkésbarna, a tönk csúcsán lilás árnyalatú lehet. Szaga és nem jellegzetes, esetleg kissé cédrusszagú lehet.  
Közepesen sűrű, széles lemezei felkanyarodva tönkhöz nőttek. Színük tompa sárgásbarna, néha lilás árnyalattal, éretten vöröses fahéjbarnák. Élük fehéres.
Tönkje 4-8 cm magas és 0,2-0,5 cm vastag. Alakja karcsú, egyenletesen vastag. Színe barnás, a csúcsán lilás lehet. A lemezeket védő részleges burok maradványaiként fehéres-szürkés szálak-cafrangok lehetnek rajta. 
Spórapora rozsdabarna. Spórája széles ellipszoid vagy tojásdad, finoman vagy közepesen szemölcsös, mérete 8-10 x 5-6 µm.

### Hasonló fajok
A nyáras pókhálósgomba, a muskátliszagú pókhálósgomba, a barna pókhálósgomba, a pelyhes pókhálósgomba hasonlít hozzá. 

## Elterjedése és termőhelye
Európában és Észak-Amerikában honos. 
Nedves talajú lomberdőkben él fűz, nyár vagy nyír alatt. Nyáron és ősszel terem. 

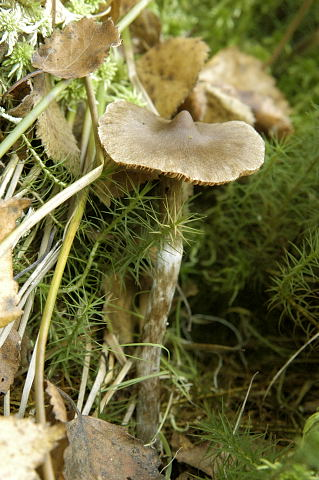
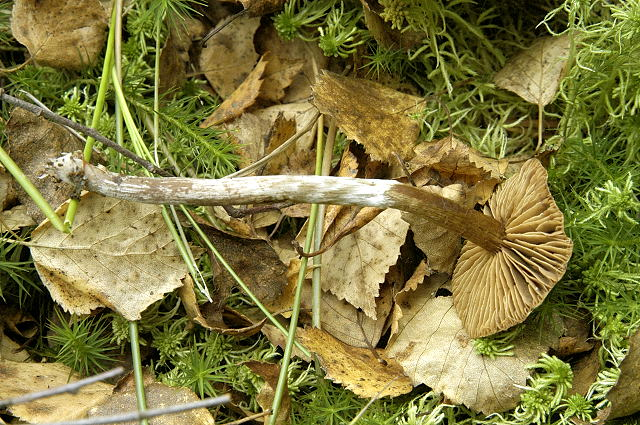
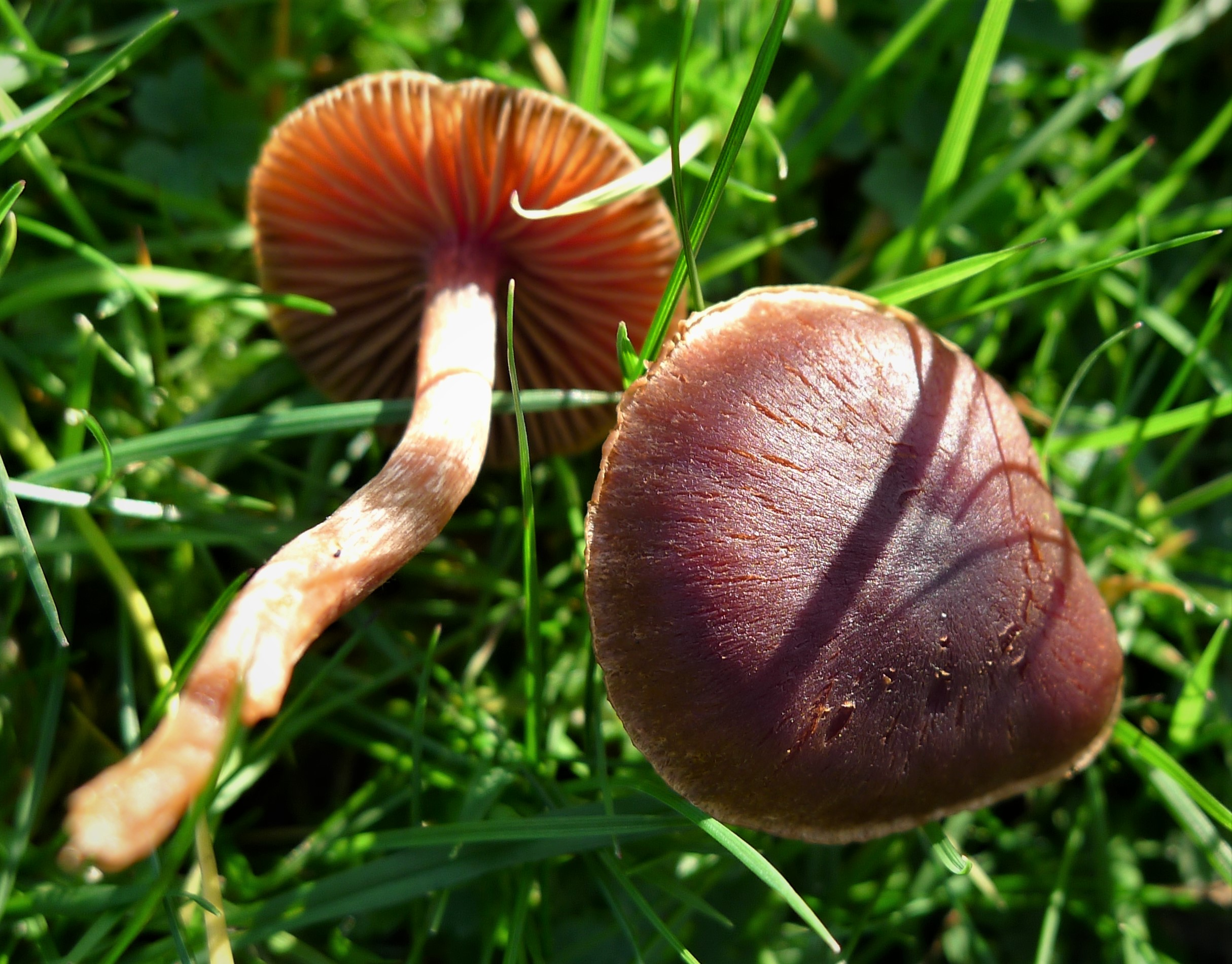
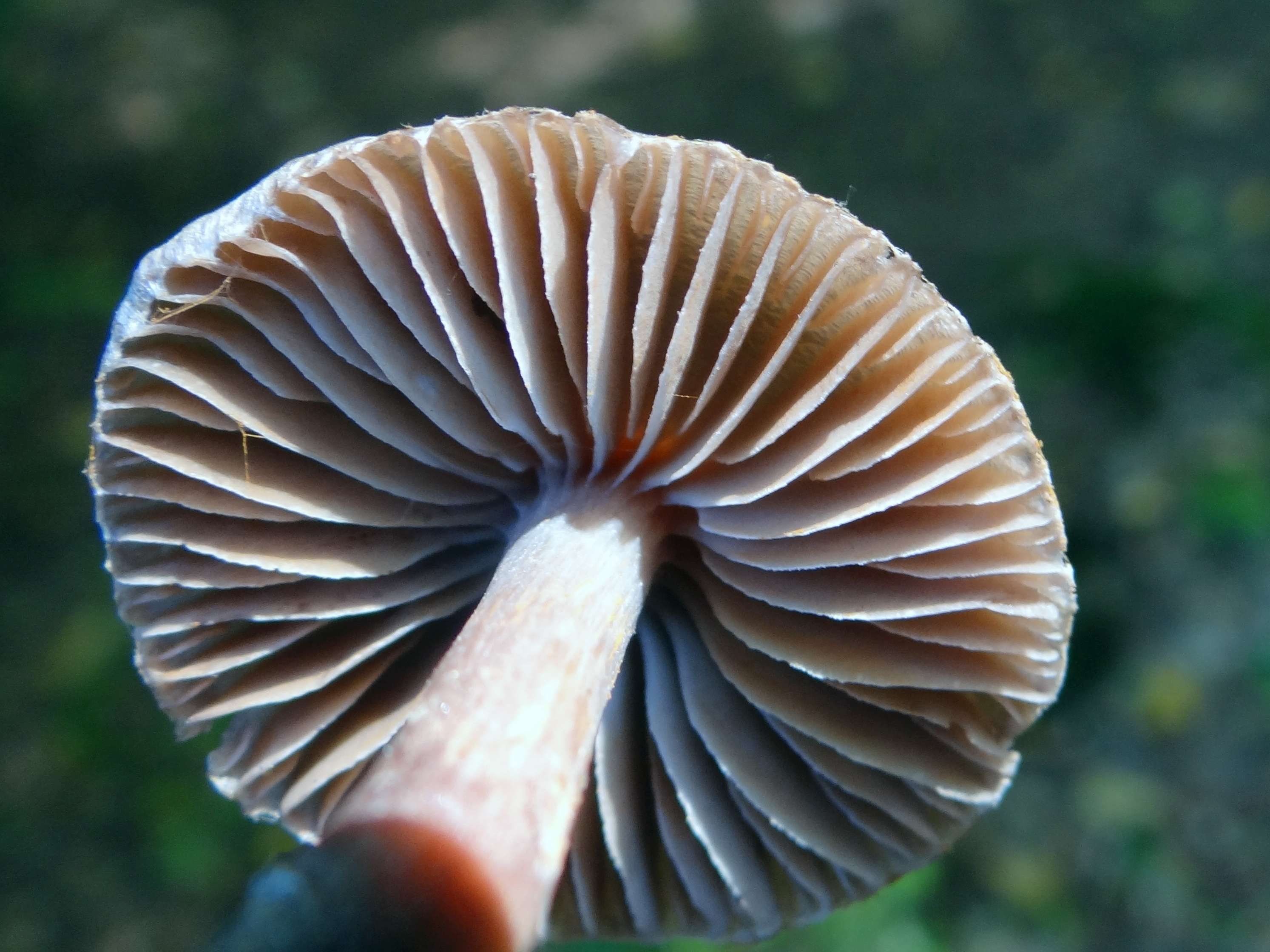
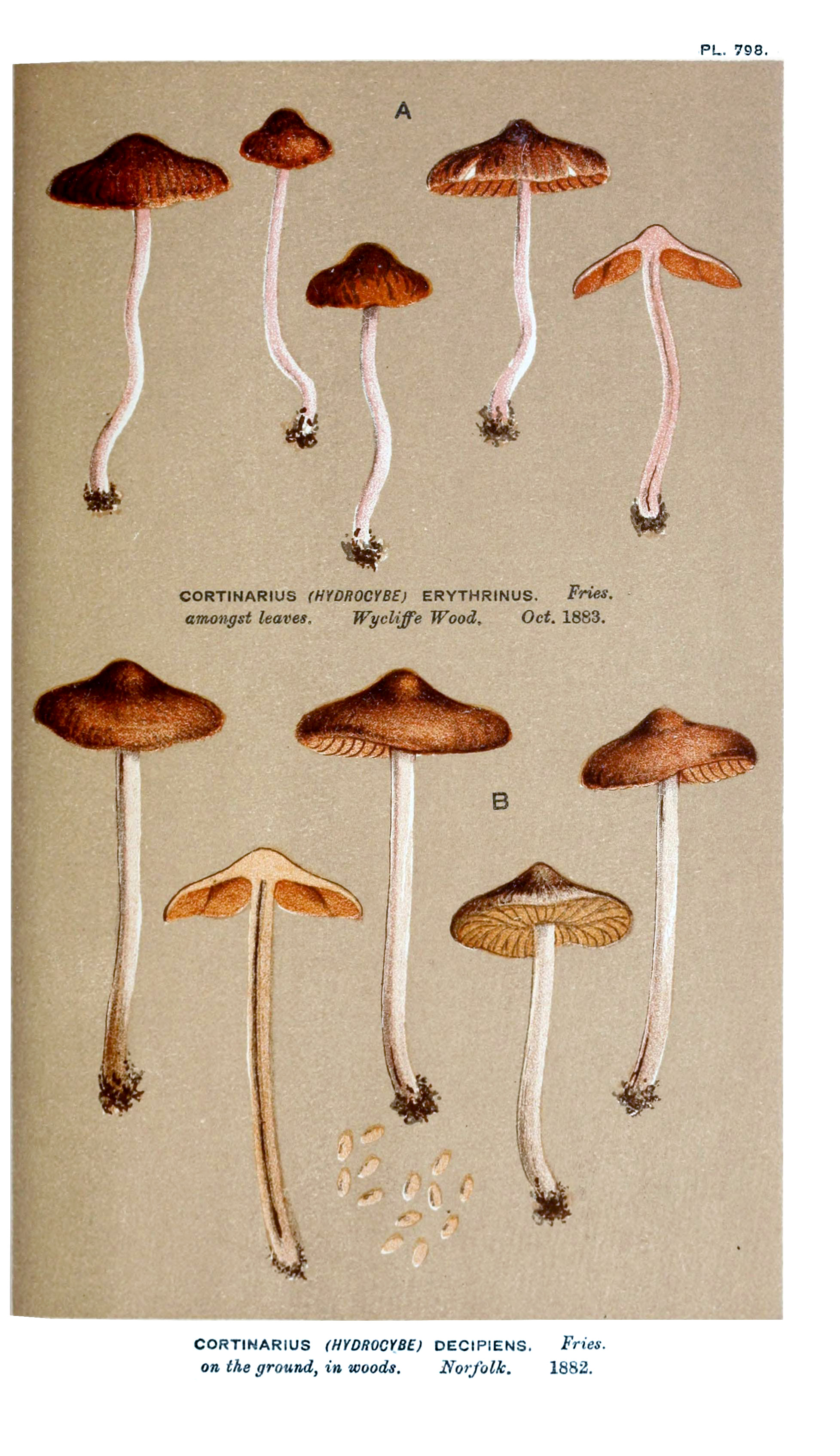

Nem ehető. 